# 1022. grenadirski polk (Wehrmacht)
1022. grenadirski polk (izvirno nemško 1022. Grenadier-Regiment; kratica 1022. GR) je bil pehotni polk Heera v času druge svetovne vojne.

## Zgodovina
Polk je bil ustanovljen 13. novembra 1943  kot okrepljen grenadirski polk; 10. februarja 1944 so polk uporabili za ustanovitev 1051. grenadirskega polka.